# Yuri César
Yuri César Santos de Oliveira Silva, noto semplicemente come Yuri César (Volta Redonda, 6 maggio 2000), è un calciatore brasiliano naturalizzato emiratino, attaccante dell'Shabab Al-Ahli.

## Caratteristiche tecniche
Attaccante dotato di struttura brevilinea, può ricoprire tutti i ruoli dietro la punta anche se dà il meglio di sé da esterno a piede invertito.

## Carriera
Cresciuto nel settore giovanile del Flamengo, nel 2020 è stato promosso in prima squadra ed ha debuttato fra i professionisti giocando l'incontro del Campionato Carioca vinto 1-0 contro il Vasco da Gama. Il 10 marzo è stato ceduto in prestito al Fortaleza fino al termine dell'anno, mettendosi subito in mostra grazie alle 3 reti segnate in altrettante partite del Campionato Cearense. Il 9 agosto ha esordito in Série A contro l'Athl. Paranaense ed 11 giorni più tardi ha siglato il primo gol nella massima serie brasiliana nel corso del match vinto 3-1 contro il Goiás.

## Statistiche
Statistiche aggiornate al 20 agosto 2020.

### Presenze e reti nei club
| Stagione        | Squadra         | Campionato      | Campionato | Campionato | Coppe nazionali | Coppe nazionali | Coppe nazionali | Coppe continentali | Coppe continentali | Coppe continentali | Altre coppe | Altre coppe | Altre coppe | Totale | Totale | Totale |
| Stagione        | Squadra         | Comp            | Pres       | Reti       | Comp            | Pres            | Reti            | Comp               | Pres               | Reti               | Comp        | Pres        | Reti        | Pres   | Reti   |        |
| --------------- | --------------- | --------------- | ---------- | ---------- | --------------- | --------------- | --------------- | ------------------ | ------------------ | ------------------ | ----------- | ----------- | ----------- | ------ | ------ | ------ |
| 2020            | Flamengo        | A/RJ+A          | 4+0        | 0          |                 | -               | -               |                    | -                  | -                  |             | -           | -           | 4      | 0      |        |
| 2020            | Fortaleza       | PD/CE+A         | 3+4        | 3+1        | CB              | 0               | 0               |                    | -                  | -                  | CDN         | 4           | 1           | 11     | 5      |        |
| Totale carriera | Totale carriera | Totale carriera | 11         | 4          |                 | 0               | 0               |                    | -                  | -                  |             | 4           | 1           | 15     | 5      |        |

## Palmarès

### Club

#### Competizioni statali
- Campionato Cearense: 1

Fortaleza: 2020

#### Competizioni nazionali
- Campionato emiratino: 2

Shabab Al-Ahli: 2022-2023, 2024-2025
- Supercoppa degli Emirati Arabi Uniti: 2

Shabab Al-Ahli: 2023, 2024